# Французький Судан
Французький Судан (фр. Soudan; араб. السودان الفرنسي as-Sūdān al-Faransī) — колишня колонія Франції в Західній Африці у 1890–1902 та 1920–1959 рр. У 1902–1920 територія Французького Судану входила до складу Верхнього Сенегалу.
У 1958 році Французький Судан отримав статус держави — члена Французької спільноти під назвою Суданська республіка. 4 квітня 1959 Французький Судан разом з Сенегалом утворюють федерацію Малі. Проте 20 серпня 1960 року Сенегал вийшов з федерації, та 22 вересня було оголошено про створення республіки Малі.